# Coupe de France du Yacht Club de France
 (avril 2023).
 (mars 2023).
La Coupe de France est une compétition nautique internationale à la voile, créée le 24 mars en 1891, par le «Comité du Yacht Français », présidée par Félix Faure.
À sa création, ce challenge international doit se courir sous la formule de jauge de l’Union des Sociétés Nautiques, en vigueur au Yacht Club de France. Il admet les yachts de toutes nationalités, à condition qu’ils soient construits dans le pays dont ils battent pavillon, et conçus par un architecte de ce pays, sans restriction sur l’origine du constructeur ou des matériaux employés.

## Évolution des règles de course
1891 :  En ce qui concerne la taille des voiliers, la limite inférieure est fixée à 5 tonneaux, car il est souhaitable que les voiliers puissent se rendre d’eux-mêmes sur les lieux des compétitions. Les compétitions sont définies ainsi : trois manches, sur un parcours d’au moins 20 milles, à la vitesse moyenne minimale de 3 nœuds, sinon la régate est annulée.
1895 :Afin de rendre la Coupe plus attractive, le Conseil de l’Union modifie le règlement en stipulant que les compétitions auront lieu dans le pays du vainqueur, à moins de 200 milles de nos frontières.
1901 : la limite supérieure de la taille des concurrents est abaissée à 10 tonneaux, soit environ 11 mètres à la flottaison.
1908 : les 10 mJI deviennent la jauge de course et 3 victoires sont maintenant nécessaires.
1920 : les 8 mJI remplacent les 10 mJI.
1953 : la Coupe de France se court désormais en 5,50 m et les régates sont ouvertes à plusieurs nations, à raison d’un bateau par pays.
1960 : l’architecte et le constructeur ne sont plus obligés d’être du même pays que le propriétaire.
1966 : Chaque pays peut présenter trois voiliers.
1966 : Les régates se déroulent en 6 mJI.
2003: Refonte totale du règlement intervient : la Coupe de France devient un challenge par équipe en tournoi et se court sur trois monotypes différents, les Mumm 30, les Melges 24 et les Dragon.
2023 : La 55e édition sera courue en  2023 et 2024 sur des 12 mJI lors de 12 épreuves à Cannes, Saint-Tropez, Porquerolles, Hyères et Toulon.

## Trophée
Quelques jours après la création de la Coupe de France, le baron Arthur de Rothschild met à la disposition du Comité du Yacht Français la somme de 6 000 francs (soit l’équivalent aujourd’hui de 25 000 euros) pour financer le trophée.
La Coupe, en argent massif (5,7 kilos), représente une allégorie de la victoire, cheveux au vent, en figure de proue d’une caravelle sur des flots écumants, avec sous le château arrière une tête de dauphin, reposant sur un socle de marbre rouge portant deux écussons aux emblèmes du Yacht Club de France. Elle est due au dessin de Lucien Bonvallet, le personnage a été sculpté par Claudius Marioton et le tout ciselé par Loth et réalisé par la maison Cardeilhac.

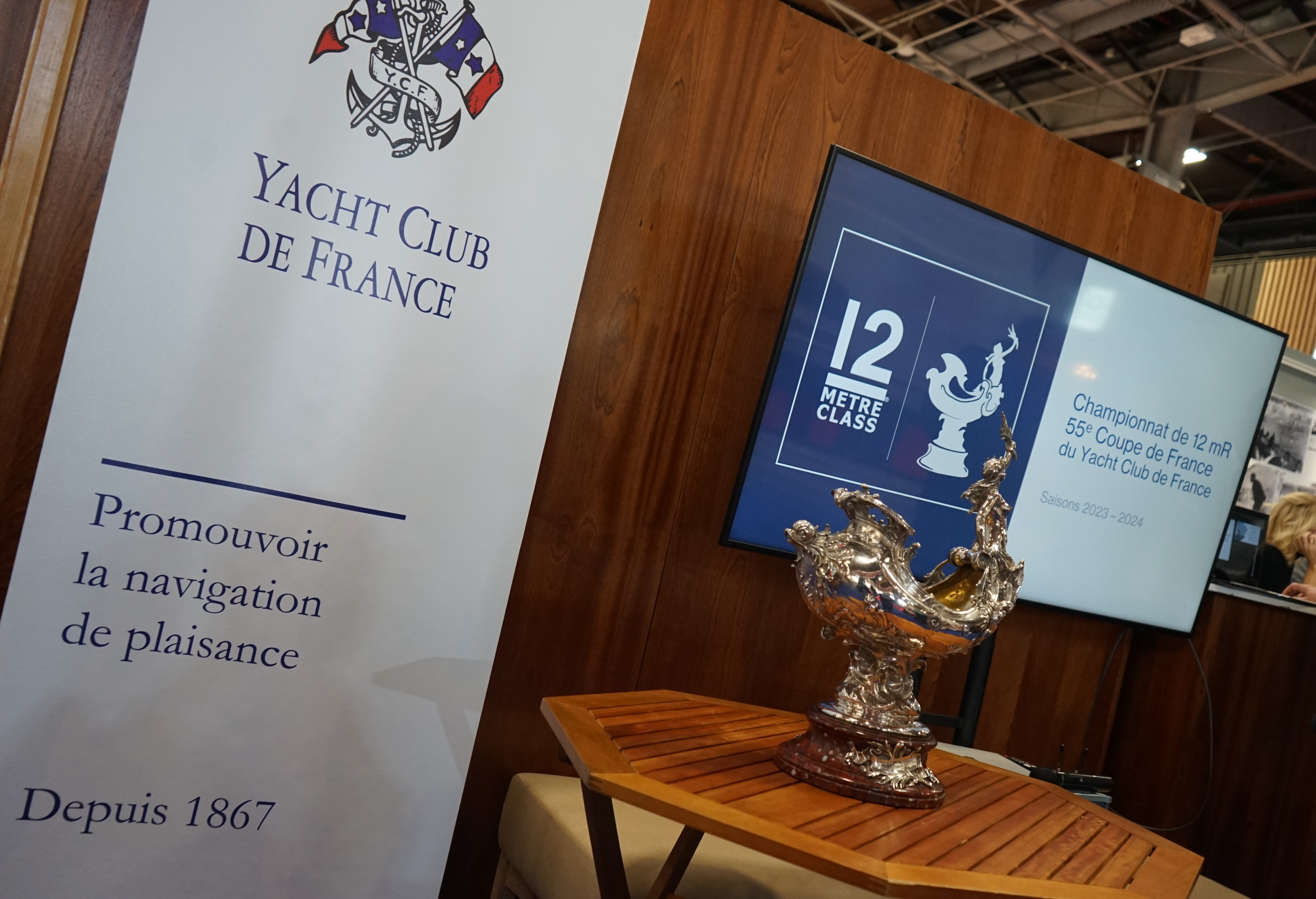
La Coupe de France du YCF lors du lancement de la 55e édition au Salon Nautic de Paris en 2023.
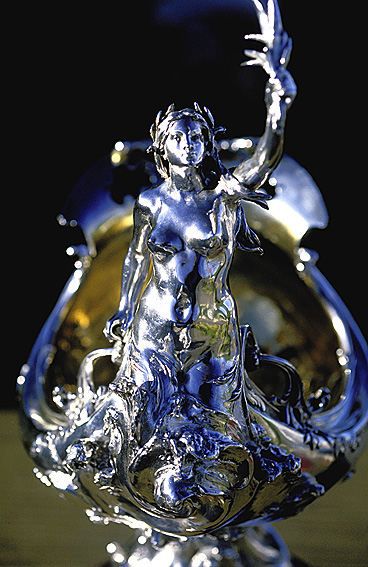
Détail de la Coupe de France du YCF

## Liste des vainqueurs
| Lieu         | Année | Nom du bateau                                  | Pays      | Classe                    | Observations                         |
| Brest        | 1891  | Luciole                                        | France    | 20 tx                     | Course ouverte                       |
| Brest        | 1895  | Bettina                                        | France    | 20 tx                     | Course ouverte                       |
| Cannes       | 1898  | Gloria                                         | G-B       | 20 tx                     | contre Esterel F.                    |
| Ryde         | 1899  | Laurea                                         | G-B       | 20 tx                     | contre Anna F.                       |
| Ramsgate     | 1900  | Laurea                                         | G-B       | 20 tx                     | contre Quand-Même                    |
|              | 1901  | Quand-même II                                  | France    | 20 tx                     | Magdalen hors jauge                  |
| Marseille    | 1902  | Artica                                         | Italie    | 10 tx                     | contre Suzette F.                    |
| San Remo     | 1903  | Suzette                                        | France    | 10 tx                     | contre Nada I.                       |
| Nice         | 1904  | Saint-Honorat                                  | France    | 10 tx                     | contre Sally I.                      |
| Trouville    | 1906  | Felca                                          | Allemagne | 10 tx                     | contre Rose France F.                |
| Kiel         | 1907  | Ar-Men                                         | France    | 10 tx                     | contre Felca A.                      |
| Le Havre     | 1910  | Gallia II                                      | France    | 10 mJI                    | contre Felca II A.                   |
| Le Havre     | 1911  | Irex                                           | G-B       | contre Gallia II          |                                      |
| Ryde         | 1912  | Irex                                           | G-B       | 10 mJI                    | contre Aile                          |
| Stokes Bay   | 1913  | Pampero                                        | G-B       | 10 m JI                   | contre Eleda F.                      |
| Stokes Bay   | 1914  | Pampero                                        | G-B       | 10 m                      | contre Eleda F.                      |
| Le Havre     | 1922  | Bera                                           | Norvège   | 8 m JI                    | contre Aile II F.                    |
| Horten       | 1923  | Ranja                                          | Norvège   | 8 m JI                    | contre Namoussa F.                   |
| Horten       | 1924  | Ranja                                          | Norvège   | 8 m JI                    | contre Coq Gaulois F.                |
| Horten       | 1925  | Ranja                                          | Norvège   | 8 m JI                    | contre Aile IV F.                    |
| Hanko        | 1926  | Cupidon III                                    | France    | 8 m JI                    | contre Rollo N.                      |
| Le Havre     | 1927  | Siris II                                       | G-B       | 8 m JI                    | contre Nitchevo F.                   |
| Ryde         | 1928  | Unity                                          | G-B       | 8 m JI                    | contre Aile VI F.                    |
| Ryde         | 1929  | Aile VI                                        | France    | 8 m JI                    | contre Unity GB.                     |
| Le Havre     | 1930  | Severn                                         | G-B       | 8 m JI                    | Aile VI F.                           |
| Ryde         | 1931  | Severn                                         | G-B       | 8 m JI                    | Aile VII F.                          |
| Ryde         | 1932  | Severn                                         | G-B       | 8 m JI                    | Hantise F.                           |
| Ryde         | 1933  | Severn                                         | G-B       | 8 m JI                    | Melimelo F.                          |
| Ryde         | 1936  | Severn II                                      | G-B       | 8 m JI                    | contre Ea II F.                      |
| Ryde         | 1937  | France                                         | France    | 8 m JI                    | contre Felma G.B.                    |
| Cannes       | 1938  | Bona                                           | Italie    | 8 m JI                    | contre France F.                     |
| Gènes        | 1949  | Gaulois                                        | France    | 8 m JI                    | contre Miranda I                     |
| Arcachon     | 1953  | Little Flicka                                  | Suède     | 5.50 JI                   |                                      |
| Marstrand    | 1954  | Gilliat V                                      | France    | 5.50 JI                   |                                      |
| Cannes       | 1955  | Ylliam X                                       | Suisse    | 5.50 JI                   |                                      |
| Genève       | 1956  | Twins VII                                      | Italie    | 5.50 JI                   |                                      |
| Gènes        | 195   | Ylliam XII                                     | Suisse    | 5.50 JI                   |                                      |
| Le Havre     | 1958  | Ylliam XII                                     | Suisse    | 5.50 JI                   |                                      |
| Cannes       | 1960  | Ylliam XIII                                    | Suisse    | 5.50 JI                   |                                      |
| Cannes       | 1961  | Ylliam XIV                                     | Suisse    | 5.50 JI                   |                                      |
| Cannes       | 1963  | Ylliam XV                                      | Suisse    | 5.50 JI                   |                                      |
| Gènes        | 1964  | Brenia                                         | Allemagne | 5.50 JI                   |                                      |
| Travemunde   | 1965  | Southern Cross                                 | Australie | 5.50 JI                   |                                      |
| Cannes       | 1966  | Vellela                                        | Suisse    | 5.50 JI                   |                                      |
| Le Havre     | 1967  | Yeoman XV                                      | G-B       | 5.50 JI                   |                                      |
| Deauville    | 1973  | Sun Son                                        | France    | rating 5,20 à 6,40        | Edel 4 skippé par Alain Zoonens      |
| Deauville    | 1975  | 45° South                                      | France    |                           | Farr 727 skippé par Graeme Woodroffe |
| Cannes       | 1983  | Warhose                                        | France    | 6 m JI                    |                                      |
| Cannes       | 1984  | Gitana Jr                                      | Suisse    | 6 m JI                    | par Benjamin de Rothschild           |
| Versoix      | 1986  | Irène                                          | Suède     | 6 m JI                    |                                      |
| Marstrand    | 1988  | Irène                                          | Suède     | 6 m JI                    |                                      |
| Cannes       | 1990  | Lion                                           | G-B       | 6 m JI                    |                                      |
| Bénodet      | 1992  | Thisbe                                         | G-B       | 6 m JI                    |                                      |
| Saint-Tropez | 2003  | Région Ile-de-France / Lord Jiminy / Ar Youled | France    | Mumm 30 / Melges / Dragon |                                      |
| Saint-Tropez | 2004  | Ile-de-France / J'Gaulo / Gwaien               | France    | Mumm 30 / Melges / Dragon |                                      |
| Saint-Tropez | 2005  |                                                |           |                           | Ajournée                             |
| Méditerranée | 2024  | VIM                                            | Danemark  | 12 mJI                    | 12 épreuves en Méditerranée          |